# Jan Maciej Dyduch
Jan Maciej Dyduch (ur. 7 stycznia 1940 w Kukowie, zm. 17 listopada 2018 w Krakowie) – polski ksiądz katolicki, profesor doktor habilitowany, rektor Uniwersytetu Papieskiego Jana Pawła II w Krakowie w latach 2004–2010, infułat. Był kierownikiem Katedry Prawa Osobowego i Ustroju Kościoła Wydziału Prawa Kanonicznego UPJPII.

## Życiorys
Po ukończeniu Wyższego Seminarium Duchownego Archidiecezji Krakowskiej otrzymał święcenia kapłańskie w 1963 z rąk bp. Karola Wojtyły w Katedrze na Wawelu. 
W latach 1975–1978 odbył studia zaoczne na Wydziale Prawa Kanonicznego Akademii Teologii Katolickiej w Warszawie zakończone uzyskaniem tytułu magistra. Tam też w 1980 uzyskał stopień naukowy doktora na podstawie napisanej pod kierunkiem Edwarda Sztafrowskiego rozprawy pt. „Instytucjonalne formy współdziałania hierarchii z laikatem w powszechnym ustawodawstwie posoborowym”. W 1985 na macierzystym wydziale na podstawie pracy pt. „Obowiązki i prawa wiernych świeckich w prawodawstwie soborowym” oraz dorobku naukowego uzyskał stopień naukowy doktora habilitowanego (recenzentami byli: Tadeusz Pawluk, Marian Fąka, Wojciech Góralski). W 1998 otrzymał tytuł naukowy profesora nauk teologicznych. W 2002 objął stanowisko profesora zwyczajnego w Papieskiej Akademii Teologicznej w Krakowie.
W latach 1975–1980 był notariuszem, zaś 1981–2004 kanclerzem Kurii Metropolitalnej w Krakowie. W latach 2004–2010 był rektorem Uniwersytetu Papieskiego w Krakowie, do 19 czerwca 2009 istniejącego pod nazwą Papieskiej Akademii Teologicznej. W grudniu 2007 otrzymał tytuł infułata.
Zmarł w sobotę 17 listopada 2018. Uroczystości pogrzebowe odbyły się 22 listopada 2018 w katedrze wawelskiej w Krakowie pod przewodnictwem im kard. Stanisław Dziwisz i 23 listopada 2018 na Wawelu pod przewodnictwem abp. Marka Jędraszewskiego. Miejscem pochówku jest cmentarz Rakowicki w Krakowie.
Został odznaczony Złotym Krzyżem Zasługi.